# Aprodul Purice, Ismail
Aprodul Purice (în ucraineană Василівка, transliterat: Vasîlivka) este un sat în comuna Chilia Nouă din raionul Ismail, regiunea Odesa, Ucraina.

## Demografie
Componența lingvistică a comunei Aprodul Purice
     Rusă (80,25%)
     Ucraineană (13,85%)
     Română (2,05%)
     Romani (1,64%)
     Alte limbi (1,14%)
Conform recensământului din 2001, majoritatea populației comunei Aprodul Purice era vorbitoare de rusă (80,25%), existând în minoritate și vorbitori de ucraineană (13,85%), română (2,05%) și romani (1,64%).